# Andrew MacGregor Marshall
Andrew MacGregor Marshall (sinh ngày 25 Tháng 3 năm 1971) là một nhà báo Scotland, viết sách báo chủ yếu về những đề tài chính trị, về những cuộc xung đột, những tội phạm chủ yếu là ở châu Á và Trung Đông. Vào tháng 6 năm 2011, ông đã thôi việc ở thông tấn xã Reuters trong hoàn cảnh gây tranh cãi sau khi hãng này từ chối đăng những bài viết của ông về chế độ quân chủ Thái.  Cuốn sách của ông, A Kingdom in Crisis, xuất bản 2014, bị cấm ở Thái Lan và một người trong phe bảo hoàng có thế lực đã làm đơn kiện chính thức, cáo buộc ông nhiều tội phạm.

## Sự nghiệp
Marshall đã làm việc với tư cách là một phóng viên cho Reuters trong 17 năm, đã viết về những biến động chính trị ở Thái Lan và các cuộc xung đột ở Iraq, Afghanistan và Pakistan. Năm 2000, ông được phong làm phó văn phòng Reuters tại Bangkok. Ông là trưởng văn phòng Reuters ở Baghdad 2003-2005 trong lúc cuộc nổi dậy bạo lực lan tràn ở Iraq, và đã là quản lý biên tập cho Reuters ở Trung Đông từ năm 2006 đến năm 2008. Từ năm 2008, ông đã có trụ sở tại Singapore như là một biên tập viên phân tích rủi ro chính trị và các thị trường mới nổi. Ông từ chức ở Reuters trong tháng 6 năm 2011 khi cơ quan này từ chối xuất bản một loạt các bài viết về chế độ quân chủ của Thái Lan, mà ông là là tác giả, viết dựa trên các phân tích của ông về các điện tín ngoại giao của Mỹ bị rò rỉ.
.

## A Kingdom in Crisis: Thailand’s Struggle for Democracy in the Twenty-First Century
Cuốn sách xuất bản vào tháng 10 năm 2014, viết về các cuộc khủng hoảng chính trị ở Thái Lan từ 8 năm nay, qua đó các thủ tướng bị lật đổ bởi các tòa án, các cuộc biểu tình chống lại chính quyền dẫn đến bạo lực đẫm máu kéo dài nhiều tuần trên đường phố Bangkok trong năm 2010, và đã có hai cuộc đảo chính quân sự, đưa đến một chính phủ quân sự hiện thời. Mặc dù quốc vương Bhumibol Adulyadej, đã 68 năm ngự trên ngai vàng, được các thần dân của mình tôn kính, đối với Marshall, Bhumibol chỉ là một con bù nhìn của giới tinh hoa quân sự và kinh doanh. Marshall lập luận rằng nhà vua được nâng lên vị trí cao quý của ông một cách có chủ đích, để các tầng lớp cầm quyền truyền thống có thể tiếp tục nắm giữ quyền lực trong khi từ chối dân chủ đúng nghĩa cho người dân Thái Lan.,

## Cái chết của vua Ananda Mahidol
Marshall đã thực hiện nghiên cứu sâu rộng về cái chết bí ẩn bằng súng của Ananda Mahidol, vua Rama VIII của Thái Lan, vào tháng 9, năm 1946. Ông lập luận rằng các bằng chứng áp đảo cho thấy Bhumibol Adulyadej đã giết anh trai của mình, có thể là vô tình, và điều này đã được che giấu để Bhumibol Adulyadej trở thành vua.